# باغ‌وحش ملی مالزی
باغ‌وحش ملی مالزی یا باغ‌وحش نگارا باغ‌وحشی در مالزی است که در زمینی به مساحت ۱۱۰ جریب (۴۵ هکتار) در منطقه اولو کلانگ، گومباک دیستریکت، سلانگور، مالزی واقع شده است. در ۱۴ نوامبر ۱۹۶۳ به‌طور رسمی توسط اولین نخست‌وزیر، تونکو عبدالرحمان، افتتاح شد. این باغ‌وحش توسط یک سازمان غیردولتی، که به نام انجمن جانورشناسی مالزی شناخته می‌شود، مدیریت می‌شود و کانون ۵٬۱۳۷ جانور از ۴۷۶ گونه مختلف است.در ژوئیه سال ۲۰۰۷، گواهینامه ایزو ۹۰۰۱ را دریافت نمود و عضو انجمن باغ‌وحش‌های جنوب شرقی آسیا است. رئیس و مدیر باغ‌وحش آقای اسماعیل هتسون است.

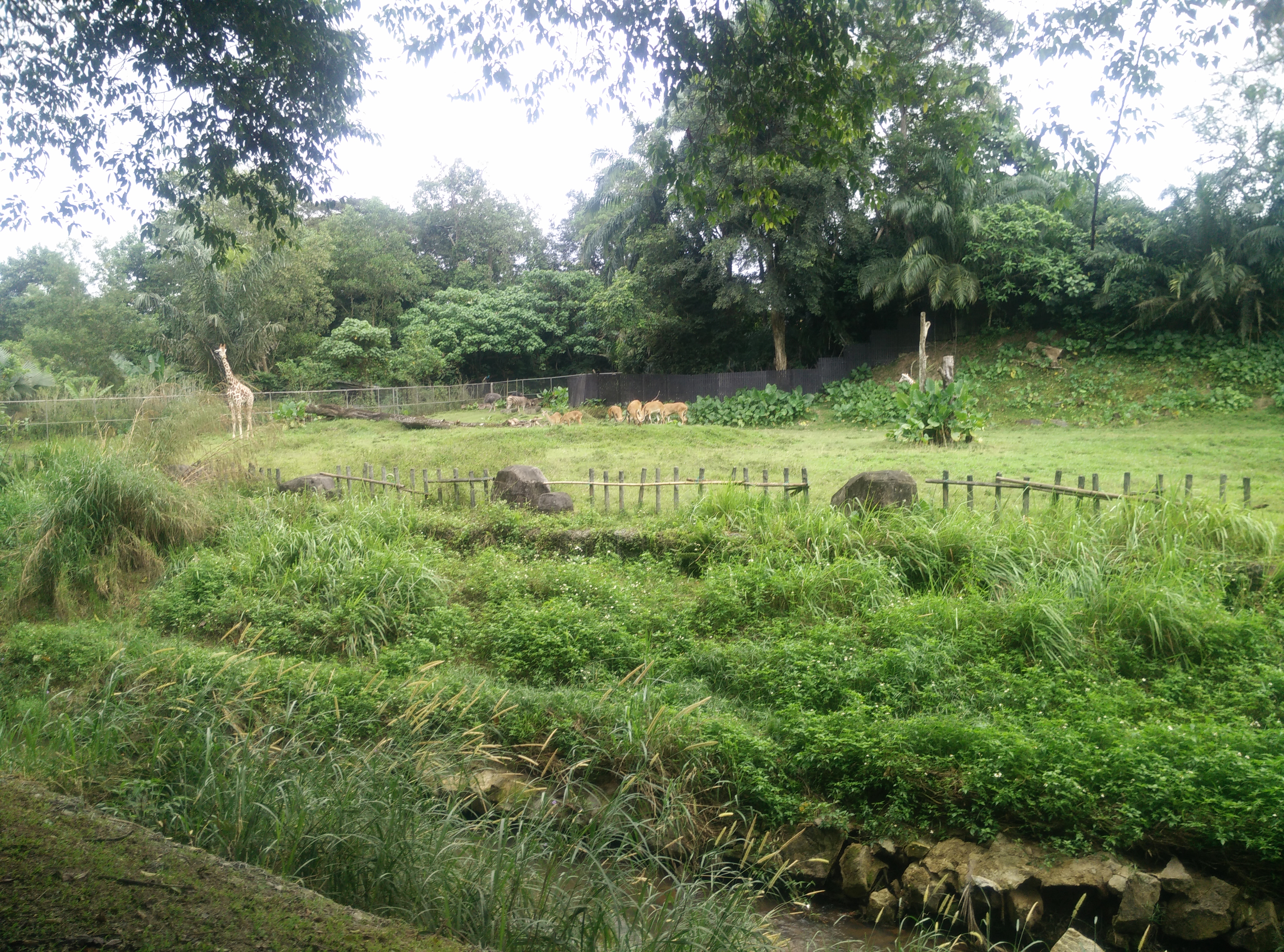
باغ وحش نگارا مالزی (باغ وحش ملی)

## پیشینه

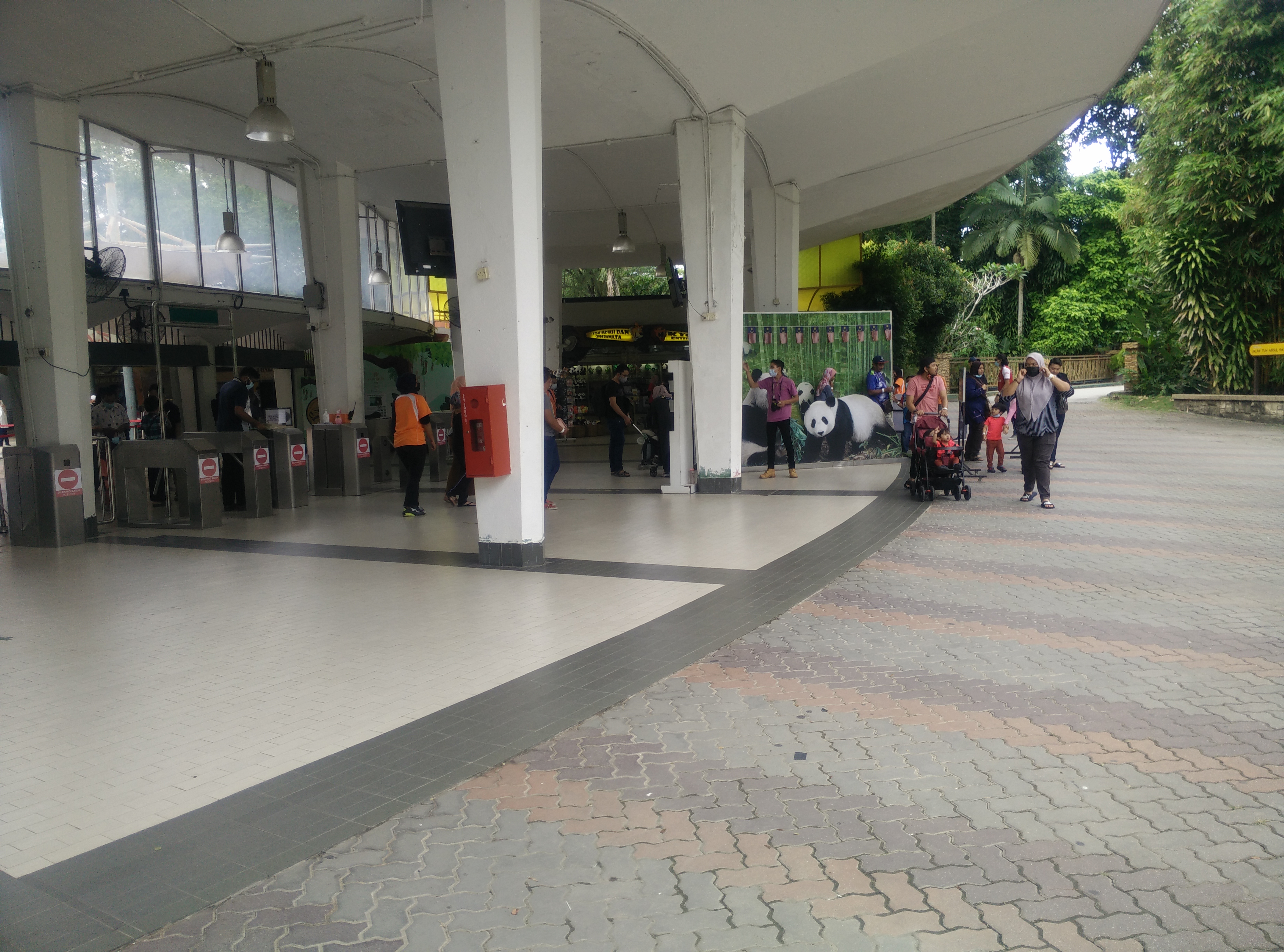
بخش ورودی باغ وحش نگارا

در سال ۱۹۵۷، سازمان کشاورزی مالایا یک باغ‌وحش کوچک راه اندازی نمود. بعد از ایجاد باغ‌وحش کوچک، ایده باغ‌وحش مناسبی به تدریج افزایش یافت، و دولت فدرال منطقه‌ای را در اولوکلانگ، سلانگور همجوار با مرز کوالالامپور انتخاب نمود. در دههٔ ۱۹۶۰، منطقه اولوکلانگ ناحیه‌ای بکر و توسعه نیافته بود. در سال ۱۹۶۳، اولین نخست‌وزیر مالایا (مالزی کنونی)، تونکو عبدالرحمان درهای باغ‌وحش را به روی مردم باز نمود. باغ‌وحش نگارا به دلیل واقع شدن در منطقه‌ای با پوشش انبوه گیاهان سرسبز به «باغ وحشی درون جنگل» معروف بود.
باغ‌وحش تا اواخر دههٔ ۱۹۷۰، هنگامی که کوالالامپور رشد سریع جمعیتی حاصل از توسعه اقتصادی را تجربه نمود، توسط انبوه درختان و گیاهان گرمسیری احاطه شده بود. در دسترس بودن منطقه اولوکلانگ آماجگاهی برای مناطق قابل سکونت در ابعاد بزرگ بود تا برای سکونت فوران جمعیت شهری آماده شود، در نتیجه منجر به نابودی زیستگاه طبیعی بکری شد که باغ وحش را احاطه نموده بود.
در اواخر دههٔ ۱۹۹۰ و اوایل دههٔ ۲۰۰۰، طرح‌هایی برای انتقال باغ‌وحش به ناحیه سلانگور در نظر گرفته شده بود. هرچند، این طرحها در نزد عموم تا حد زیادی محبوبیت نداشتند به خاطر اینکه به نظر می‌رسید عده‌ای تلاش دارند از زمین بزرگ باارزش باغ وحش برای بساز بفروشی و منافع شخصی بهره ببرند. ولی با حمایت وزارت منابع طبیعی و محیط زیست و دولت ایالت سلانگور، تصمیم گرفته شد تا تغییر مکان باغ‌وحش ملی مالزی انجام نپذیرد.

## بخش‌های اصلی
۱۶ بخش در این باغ‌وحش وجود دارد که شامل:

### مکان خزندگان
قسمت خزندگان هر دو بخش قابل مشاهده، هم بخش فضای سرپوشیده و هم بخش فضای باز، را دارد، و شامل تمساح آب شور، گریال دروغین و تمساح کوتوله است. این بخش همچنین لاک پشت‌های زمینی و لاک پشت‌های کوچک به نام تراپین را در معرض دید قرار داده، که شامل لاک‌پشت غول‌پیکر آلدابرا (دومین گونه بزرگ لاک پشت غول پیکر در دنیا) و تراپین‌های رودخانه‌ای است، مارها در مجموعه‌ای که شامل پایتون مشبک و آناکوندای سبز و انواع زیادی از مارهای سمی و غیر سمی هستند، قرار دارند.
کانون دوزیستان در مکان خزندگان، دارای گونه‌های مختلف قورباغه و وزغ می‌باشد که از زیستگاه‌های مختلف مالزی گردآوری شده‌اند.

### مرکز نگهداری پاندای غول پیکر
در سال ۲۰۱۴، یک پاندای نر به نام زینگ زینگ و یک پاندای ماده به نام لیانگ لیانگ در شرایط مطبوع محیطی به نمایش عمومی گذاشته شدند، برای ساخت مرکز نگهداری پاندای غول پیکر در مجاورت ایستگاه تی پنج تراموا برنامه‌ریزی شد. پانداها به مدت ده سال به مالزی قرض داده شده‌اند. در ۲۶ مه ۲۰۱۸، یک پاندای ماده چهارماهه به نام ای ای، برای اولین مرتبه به نمایش عمومی گذاشته شد. این توله پاندا، دومین توله متولد شده در مالزی است. خواهر این توله به نام نوان نوان در اوت ۲۰۱۵ بدنیا آمده بود و در سال ۲۰۱۷، به خاطر بندی از توافقنامه بین چین و مالزی که توله‌های متولد شده در مراکز نگهداری باید در سن دو سالگی به چین عودت داده شوند، به چین فرستاده شدند. در ۷ ژوئن ۲۰۲۱ سومین توله پاندا در باغ وحش مالزی متولد شد.

### فیلهای مالزیایی

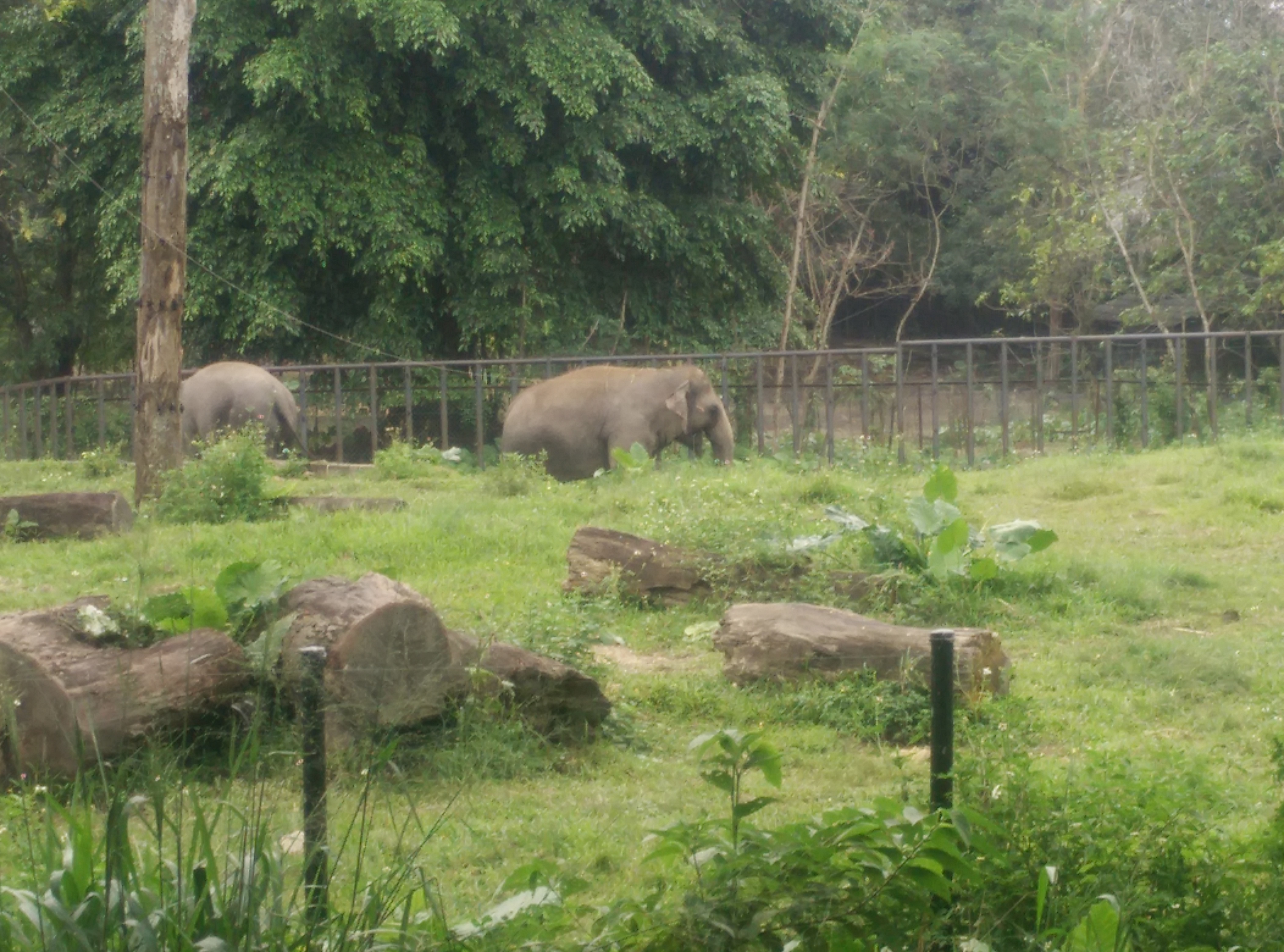
بخش فیلهای مالزیایی در سال ۲۰۲۱

بخش فیلهای مالزیایی جایگاه سه فیل مالزیایی است: سیتی یک فیل ماده است که سال ۱۹۷۹ در فریزر هیل متولد شده بود و دارای لکه ای صورتی رنگ چشمگیر روی خرطوم است. فیل ماده دیگر به نام سیبول که اهل تمرلوح است در سال ۱۹۷۸ متولد شده بود. فیل نر به نام تریانگ، در سال ۱۹۸۰ بدنیا آمده بود. نام وی از محل تولدش، تریانگ پاهنگ، اخذ شده است. این سه فیل از زمانی که خیلی جوان بوده‌اند در باغ وحش نگهداری شده‌اند.

### پرندگان دریاچه

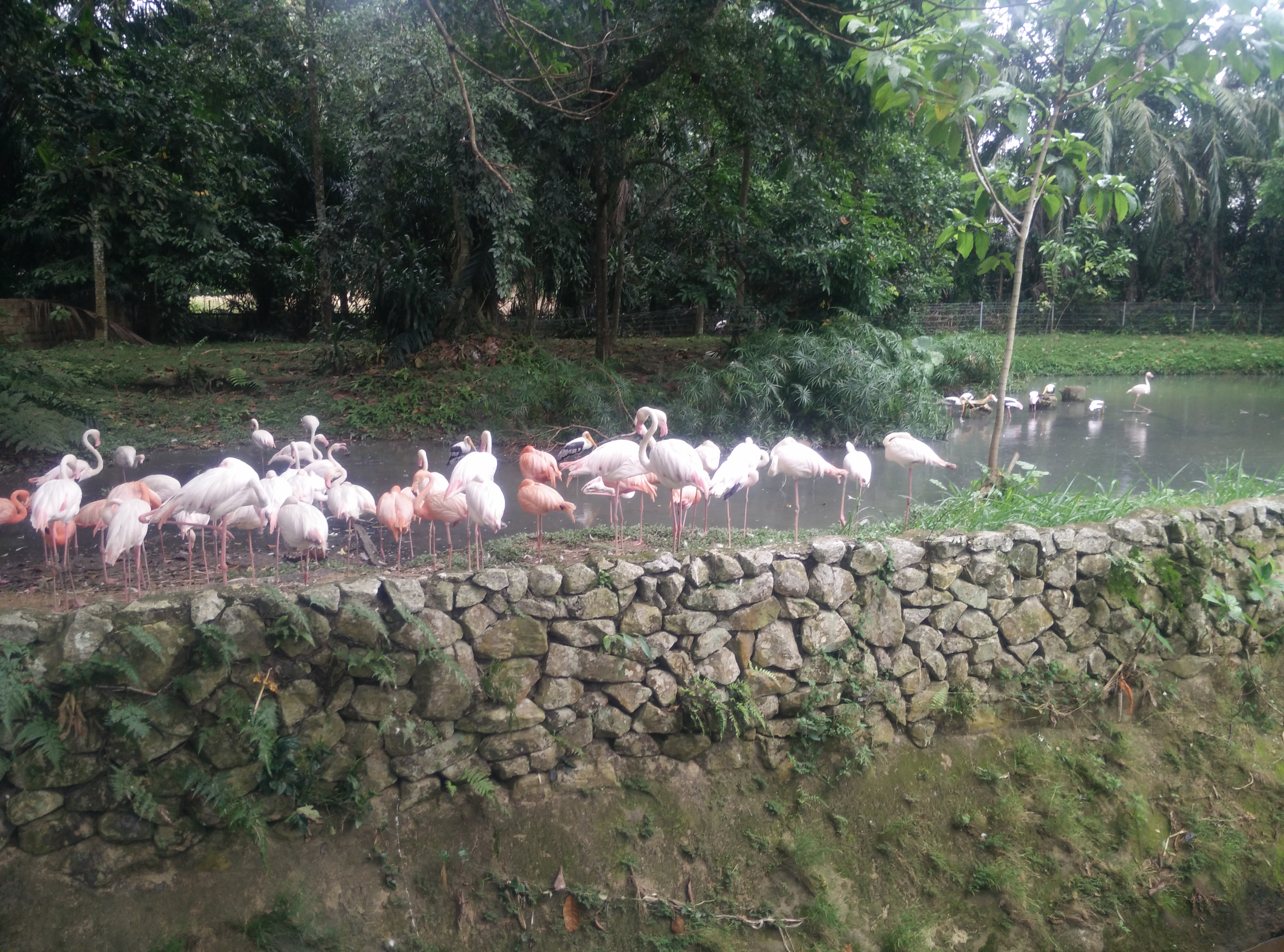
بخشی از باغ وحش ملی مالزی

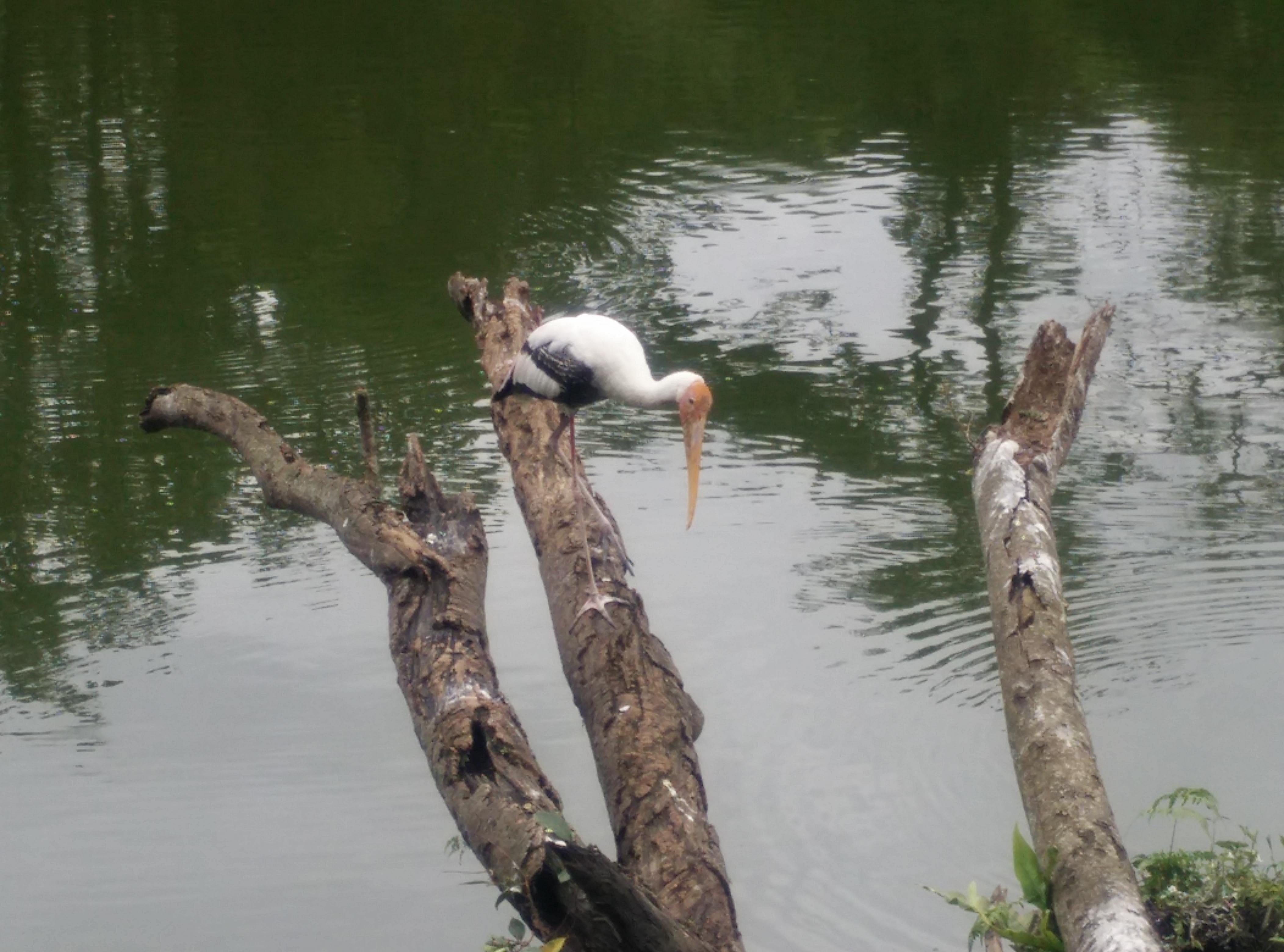
باغ وحش ملی مالزی سال ۲۰۲۱

بخش پرندگان دریاچه شامل لک‌لک رنگین، اکراس، اگرت، قو، پلیکان است.

### دالان قفس پرندگان
در این دالان، بیش از ۱۰۰ نوع پرنده از سرتاسر دنیا نگهداری می‌شود. در بخش عکس پرندگان در دالان، این مکان را در اختیار بازدیدکنندگان قرار می‌دهد تا در روزهای تعطیل آخر هفته با انواع مکائو و طوطی کاکلی عکس یادگاری بگیرند.

### بخش جانوران شب‌زی
فضای سرپوشیده محل نگهداری خفاش میوه‌خوار، بزرگ‌ترین خفاش دنیا که بعضی اوقات از آنها به روباه پرنده نام برده می‌شود، و هم چنین گوزن‌موش است.

### محوطه استرالیایی
محوطهٔ استرالیایی جایگاه شترمرغ استرالیایی، والابی چابک، کانگوروی قرمز و فیلاندر پا-سرخ است.

### بخش پنگوئن هومبولت
این بخش محل نگهداری پنگوئن هومبولت است.

### دنیای بچه‌ها
این بخش به‌طور عمده میزبان حیوانات اهلی شامل بز، خرگوش، مرغابی، مرغ، و هم چنین طوطی و خوکچه هندی است که آزادانه در اطراف می‌گردند. این قسمت شامل محیط جنگلی بارانی کوچک همراه با انواع پرندگان و حشرات، همچنین یک پرنده خانه کوچک، حوضچه ماهی، محل نگهداری اسب مینیاتوری و زمین بازی است.

### مجموعه خرسها
مجموعه خرسها سرای چندین نوع خرس شامل خرس سیاه آسیایی، خرس قهوه‌ای و خرس آفتاب است.
پیاده‌روی در جوار دشت سرسبز
بخش پیاده‌روی در جوار دشت سرسبز یکی از بزرگ‌ترین بازدیدهای ادراکی محیط باز در باغ وحش بوده و جایگاه حیوانات زرافه، گورخر، شترمرغ، کرگدن سفید، شاخ‌بلند شبدیز و تیزشاخ آفریقایی است.

### اسب آبی نیل
این بخش محل نگهداری اسب آبی کوتوله و اسب آبی است. باغ‌وحش سه اسب آبی نیل به نامهای: داک، کیبو و چُمبای است. چُمبای در باغ وحش بدنیا آمده است.

### قلمرو پستانداران
بخش قلمرو پستانداران شامل پلنگ هندی، شیر کوهی، گربه پلنگی، زباد نخلی نقاب‌دار، چشم‌گرد تنبل کوتوله، راکون، کفتار راه راه، خرس‌گربه و تشی مالایا است.

### آکواریوم آب شیرین
آکواریوم تونکو عبدالرحمان باغ‌وحش نگارا، اولین آکواریوم آب شیرین بر اساس بوم شناختی است که رودخانه و تالاب را مورد توجه قرار داده است. بخش آکواریوم، اکوسیستم یا زیستگاه ساختار رودخانه مالزی در نواحی بالادستی، میانی و پایین دستی پای رود و در نهایت دریا را نشان می‌دهد. آبزیان آکواریوم ترکیبی از ماهی‌هایی که به‌طور معمول در رودخانه‌های مالزی دیده می‌شوند، گونه‌های کمیاب یا در معرض خطر شامل بی مهرگان مانند خرچنگ، میگو، مرجان و حشرات آبزی است.

### منظرگاه گربه سانان بزرگ
این محوطه، منظرگاه شیر آفریقایی، ببر مالایی و ببر سفید است.

### کانون میمون انسان نما
کانون میمون انسان نما جایگاه اورانگوتان بورنئویی، اورانگوتان سوماترایی و شامپانزه معمولی است.

### باغ وحش حشرات
باغ‌وحش حشرات در باغ‌وحش نگارا تأسیس شده است و بیش از ۲۰۰ گونه حشره از سرتاسر دنیا در آن نگهداری می‌شود.
در میان حشرات، پروانه‌هایی مانند بردوینگ راجا بروک، تری نیمف و گونه‌های لیف وینگ هندی، حشره ارکیده و آخوندک دید لیف، کاتاکانتوس، تارانتولا، کژدم غول پیکر مالزیایی و بسیاری دیگر وجود دارند.

### کانون نوک شاخ
این مرکز پرورشی که در سال ۲۰۱۰ راه اندازی شد، منزلگاه ۷ گونه از نوک شاخ بومی مالزی از جمله، نوک‌شاخ بزرگ، نوک‌شاخ ابلق خاوری، نوک‌شاخ کرگدنی و نوک‌شاخ چروک‌دار است.

### حیوانات دیگر
مجموعه باغ‌وحش دارای حیوانات دیگری شامل آنکوله-واتوسی، شنگ پنجه‌کوچک خاوری، چیتال، بنتنگ، باراسینگا، فک خزپوش قهوه‌ای، برگچه‌خوار، شتر یک‌کوهانه، گاومیش هندی،
فلامینگوی بزرگ، ماکاک دم‌شیری، تاپیر مالایی و گوزن سمبر است.

## جذابیتهای دیگر
- شیرهای دریایی، ماکاک و مکائو بخشی از هنرنمایی حیوانات هستند که روزی دو بار نمایش داده می‌شود.
- روزهای آخر هفته استفاده از ترن جهت تردد در داخل مجموعه و گشت دارای راهنما در دسترس است.
- موزهٔ کوچک زنبور در مرکز باغ‌وحش نگارا واقع شده است و به یادگیری بازدید کننده‌ها دربارهٔ انواع متعدد زنبور در کشور کمک می‌کند.
- بخش عکس یادگاری با حیوانات در قسمت ورودی اصلی باغ وحش واقع شده است و روزهای تعطیل آخر هفته باز است. بازدید کننده‌ها می‌توانند با اسب مینیاتوری، مارها و پرندگان عکس یادگاری بگیرند.